# Liste der Dekanate der Diözese Feldkirch
Die Diözese Feldkirch ist in folgende 9 Dekanate und 124 Pfarren unterteilt:
- Dekanat Bludenz-Sonnenberg
  - Bings-Stallehr, Bludenz-Heiliges Kreuz, Bludenz-Herz Mariae, Brand, Braz, Bürs, Bürserberg, Dalaas, Klösterle, Langen am Arlberg, Lech, Nüziders, Stuben, Wald am Arlberg, Warth
- Dekanat Bregenz
  - Alberschwende, Bildstein, Bregenz-Fluh, Bregenz-Herz Jesu, Bregenz-Maria Hilf, Bregenz-St. Gallus, Bregenz-St. Gebhard, Bregenz-St. Kolumban, Buch, Eichenberg, Hard, Hörbranz, Hohenweiler, Kennelbach, Langen, Lauterach, Lochau, Möggers, Müselbach, Schwarzach, Wolfurt
- Dekanat Dornbirn
- Dekanat Feldkirch
- Dekanat Hinterwald
- Dekanat Montafon
- Dekanat Rankweil
- Dekanat Vorderwald-Kleinwalsertal
- Dekanat Walgau-Walsertal